# Toshihiro Yamaguchi
Toshihiro Yamaguchi (Kumamoto, 19. studenog 1971.) japanski je nogometaš.

## Klupska karijera
Igrao je za Gamba Osaka, Kyoto Purple Sanga i Sanfrecce Hiroshima.

## Reprezentativna karijera
Za japansku reprezentaciju igrao je od 1994. do 1995. godine. Odigrao je 4 utakmice.
S japanskom reprezentacijom Toshihiro Yamaguchi je igrao na Kupa konfederacija 1995.

## Statistika
| Japan  | Japan | Japan |
| Godina | Nast. | Gol.  |
| ------ | ----- | ----- |
| 1994.  | 2     | 0     |
| 1995.  | 2     | 0     |
| Ukupno | 4     | 0     |

## Vanjske poveznice
- National Football Teams
- Japan National Football Team Database